# ویلیامزبورگ (میشیگان)
ویلیامزبورگ (به انگلیسی: Williamsburg) یک منطقهٔ مسکونی در ایالات متحده آمریکا است که در شهر وایت‌واتر قرار دارد.